# Rosa caudata
Rosa caudata ist eine Pflanzenart aus der Gattung Rosen (Rosa) innerhalb der Familie der Rosengewächse (Rosaceae).

## Beschreibung

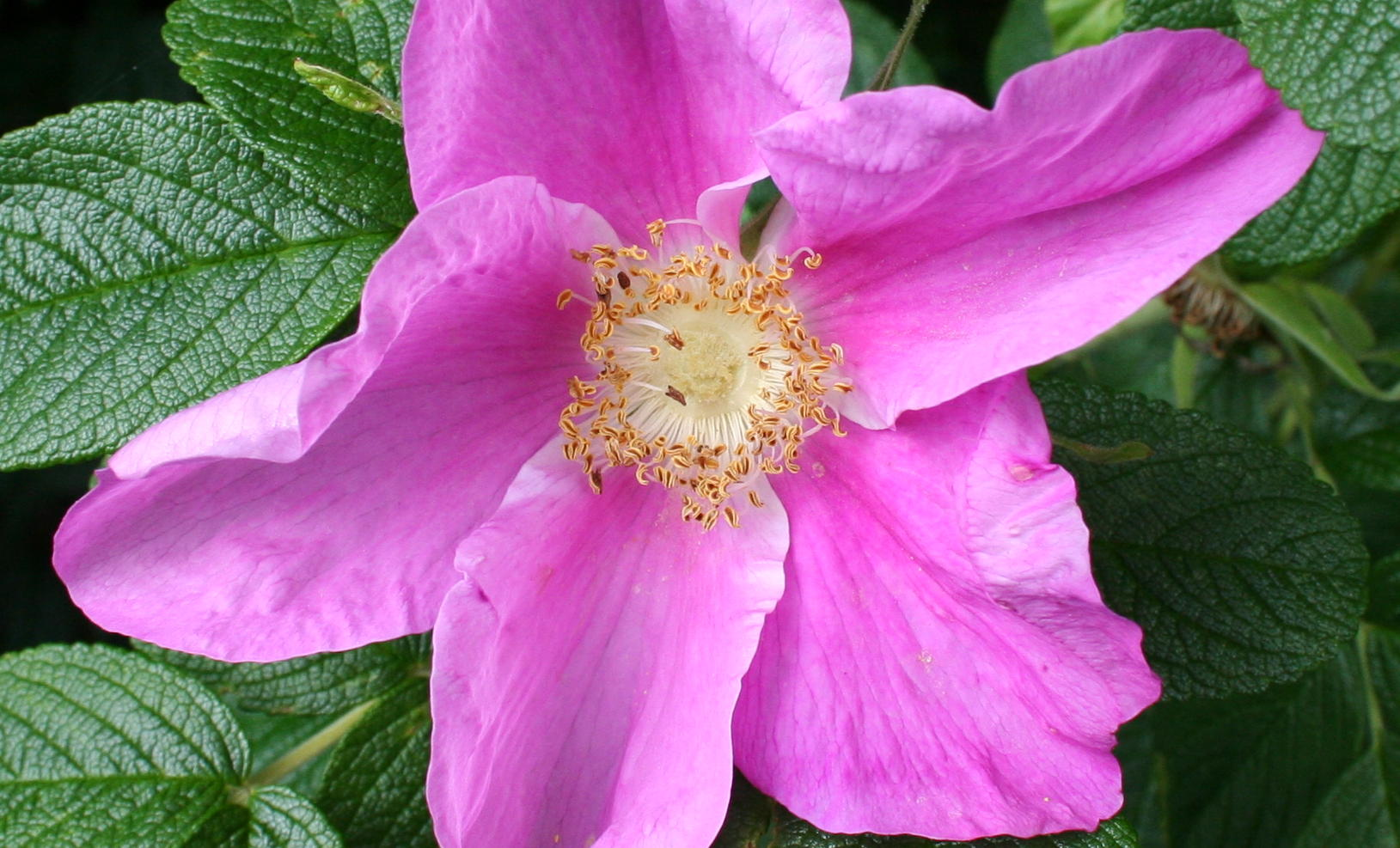
Blüte im Detail mit den fünf Kronblättern und vielen Staubblättern

### Erscheinungsbild und Blatt
Rosa caudata wächst als Strauch und erreicht Wuchshöhen von bis zu 4 Metern. Die stielrunden Zweige sind ausgebreitet und ihre Rinde ist kahl. Die Zweige sind vereinzelt mit geraden, gedrungenen, dreieckigen Stacheln bewehrt.
Die wechselständig an den Zweigen angeordneten Laubblätter sind einschließlich der Blattstiele 10 bis 20 Zentimeter lang. Der Blattstiel und die Blattrhachis drüsig flaumig behaart und kurz stachelig. Die unpaarig gefiederte Blattspreite besteht aus sieben bis neun Fiederblättchen. Die Fiederblättchen sind bei einer Länge von 3 bis 10 Zentimetern sowie einer Breite von 1 bis 6 Zentimetern eiförmig, länglich-eiförmig oder elliptisch-eiförmig mit gerundeter oder breit-keilförmiger Basis, spitzem oder kurz zugespitztem oberen Ende und einfach gesägten Rand. Die breiten Nebenblätter sind auf dem größten Teil ihrer Länge mit dem Blattstiel verwachsen. Die Fiederblättchen sind kahl oder auf der Unterseite entlang der Blattadern spärlich fein flaumig behaart. Die Haupt- und Seitenadern sind erhaben. Der freie Bereich der Nebenblätter ist eiförmig mit zugespitztem oberen Ende und glattem Rand; er kann drüsig flaumig behaart sein.

### Blütenstand, Blüte und Frucht
Rosa caudata var. maxima stehen acht bis zehn und bei Rosa caudata var. caudata viele Blüten in einem schirmrispigen Blütenstand zusammen, der einen Durchmesser von 3,5 bis 6 Zentimetern besitzt. Der 1,5 bis 4 Zentimeter lange Blütenstiel kann dicht drüsig-flaumig behaart sein. Es sind einige eiförmige Tragblätter vorhanden, deren oberes Ende geschwänzt ist und ihr Rand kann drüsig behaart sein.
Die Blütezeit reicht in China von Juni bis Juli. Die zwittrigen, nicht duftenden Blüten sind radiärsymmetrisch und fünfzählig mit doppelter Blütenhülle. Der Blütenbecher (Hypanthium) ist länglich, dicht drüsig-flaumig behaart oder kahl. Die fünf laubblattähnlichen, ganzrandigen Kelchblätter sind bei einer Länge von etwa 3 Zentimetern dreieckig-eiförmig, auf der Unterseite kahl sowie auf der Oberseite dicht fein flaumig behaart und deutlich geschwänzten (daher das Artepitheton caudata). Die Blütenkronen weisen bei Rosa caudata var. maxima einen Durchmesser von 4 bis 6 Zentimetern und bei Rosa caudata var. caudata von 3,5 bis 5 Zentimetern auf. Die fünf rosafarbenen, freien Kronblätter sind je nach Varietät außen seidig behaart oder kahl. Die Kronblätter sind breit verkehrt-eiförmig mit breit-keilförmiger Basis und ausgerandetem oberen Ende. Es sind viele Staubblätter vorhanden. Die freien Griffel sind viel kürzer als die Staubblätter und flaumig behaart.
In China reifen die Hagebutten zwischen Juli und November. Die bei Reife orangeroten, borstigen Hagebutten sind bei einem Durchmesser von 2 bis 2,5 Zentimeter länglich oder krugförmig. Die Hagebutten sind von den haltbaren, oft aufrechten Kelchblättern gekrönt.

## Systematik und Vorkommen
Diese Art wurde im September 1907 von Ernest Wilson in Fang Xian in der chinesischen Provinz Hubei im Dickicht in einer Höhenlage von 1800 Metern gefunden und mit der Sammelnumber E.H. Wilson 306 im Herbarium des Arnold-Arboretum hinterlegt. Die Erstbeschreibung von Rosa caudata erfolgte 1914 durch John Gilbert Baker in Ellen Ann Willmott: The Genus Rosa, Volume 2, S. 495. Das Artepitheton caudata leitet sich vom lateinischen Wort caudatus für geschwänzt ab.
Rosa caudata gehört zur Sektion Cinnamomae aus der Untergattung Rosa in der Gattung Rosa.
Rosa caudata gedeiht in Wäldern und Gebüsch in Tälern und an Hängen in Höhenlagen von 1200 bis 2500 Metern in den chinesischen Provinzen Hubei, Shaanxi sowie Sichuan.
Es gibt zwei Varietäten von Rosa caudata:
- Rosa caudata Baker var. caudata: Die Kronblätter sind außen kahl. Sie gedeiht in Höhenlagen von 1600 bis 2000 Metern in Hubei, Shaanxi sowie Sichuan.
- Rosa caudata var. maxima T.T.Yu & T.C.Ku: Sie wurde 1981 erstbeschrieben und hat etwas größere Blüten und Fiederblätter als die Nominatform. Die Kronblätter sind außen seidig behaart. Sie gedeiht in Wäldern und an offenen Hängen in Höhenlagen von 1200 bis 2500 Metern nur in Gouchang Xian in Shaanxi sowie Tianquan Xian im zentralen Sichuan.[1]

## Verwendung
Die einmalblühende Wildrose Rosa caudata ist winterhart bis −23 °C (USDA-Zone 6).